# Dean Timmings
Dean Timmings (29 december 1990) is een Australisch skeletonracer. Zijn tweelingbroer Nicholas Timmings is ook een skeletonracer.

## Carrière
Timmings maakte net als zijn broer zijn wereldbekerdebuut in het seizoen 2014/15, en ook hij was nooit meer actief dan enkele wedstrijden in de wereldbeker en voornamelijk actief op lagere niveaus.
Hij nam tweemaal deel aan het wereldkampioenschap waar hij in 2016 30e werd en in 2017 37e.

## Resultaten

### Wereldkampioenschappen
| Jaar | Plaats    | Resultaat       |
| ---- | --------- | --------------- |
| 2016 | Igls      | 30e Individueel |
| 2017 | Königssee | 37e Individueel |

### Wereldbeker
Eindklasseringen
| Seizoen   | Rang |
| --------- | ---- |
| 2014/2015 | 44e  |
| 2015/2016 | 34e  |
| 2016/2017 | /    |
| 2017/2018 | 42e  |
| 2018/2019 | /    |
| 2019/2020 | /    |
| 2020/2021 | /    |
| 2021/2022 | 45e  |